# Ursula Groden-Kranich
Pour les articles homonymes, voir Kranich.
Ursula Groden-Kranich (née le 24 mai 1965 à Mayence) est une femme politique allemande (CDU - Union chrétienne-démocrate d'Allemagne). 
Le 22 septembre 2013, elle a présenté sa candidature pour la circonscription électorale de Mayence et a remporté avec 40,1 % un mandat direct. En outre elle est membre du conseil municipal de Mayence et a été mairesse locale du quartier Mainz-Hechtsheim de 2004 à 2014.

## Vie et Carrière professionnelle
Après avoir obtenu son baccalauréat au lycée Maria Ward à vieille ville de Mayence, Ursula Groden-Kranich fait un apprentissage d´employée de banque à la banque régionale de Rhénanie-Palatinat (LRP Landesbank Rheinland-Pfalz). Ici elle travaille j’usqu´en 2014 comme conseillère d´investissement.
Ursula Groden-Kranich est mariée et mère d´une fille. De plus elle est en place de plusieurs fonctions bénévoles, ainsi elle est présidente subrogée de la fédération du district Mayence-Bingen de la croix rouge allemande, présidente de l´association locale de la croix rouge Mayence-Hechtsheim, et présidente de l´association de soutien de l´église Saint Pankratius Mayence-Hechtsheim.

## Politique
En 1982 Ursula Groden-Kranich a adhéré l´Union Jeune (Junge Union), puis elle est devenue membre du conseil municipal local de la CDU Mayence-Hechtsheim et du comité fédéral de la «Kommunalpolitische Vereinigung »(KPV) de la CDU.

## Fonctions publiques
En 1994 elle est élue dans le conseil communal de Mayence-Hechtsheim, puis en 1999 elle a réussi à devenir membre du conseil municipal de Mayence. Comme membre de ce conseil municipal elle est présidente suppléante du conseil de ville du groupe CDU/CSU et travaille dans les commissions suivantes :
- Comité du personnel
- Comité économique et financier
- Sous-comité contre le bruit dû aux avions
- «Fluglärm Beirat Layenhof»
- Comité des villes de Mayence et de Bingen
- Syndicat Layenhof
- Conseil de surveillance Stadtwerke Mayence AG
- Conseil de surveillance Zentrale Beteiligungsgesellschaft de Mayence
- Membre de l´assemblée générale de la « Sparkasse » Mayence.